# Plasmodi de la malària
El plasmodi de la malària (Plasmodium malariae) és un apicomplex paràsit de l'home. És l'agent causal de la malària quartana.
Està relacionat de prop amb Plasmodium falciparum i Plasmodium vivax, que són responsables per la majoria de les infestacions. Se l'anomena «malària benigna» per no ser tan perillosa com les entitats produïdes per P. falciparum o P. vivax ("febres terçanes"). P. malariae causa febres que es repeteixen en intervals d'aproximadament tres dies, més llargs que els intervals de dos dies ("febres terçanes") de les altres espècies del paràsit, per aquest motiu va rebre el nom alternatiu de "febre quartana" o "malària quartana".
Els seus gametòcits són petits, i entre rodons i ovalats. Els eritròcits que envaeix es caracteritzen per presentar les granulacions de Ziemann. L'esquizont conté un nombre de merozoït entre sis i dotze. El trofozoït inicial és un anell gruixut que té una massa cromatínica gran.

## Diagnòstic
Si  P. vivax  i  P. ovale  han estat en solució amb EDTA per més de mitja hora abans que el frec sanguini sigui examinat, tindran una aparença molt similar a  P. migrariae , aquesta és una important raó per avisar el laboratori immediatament tant punt una mostra sanguínia ha estat presa, perquè així puguin processar la mostra al més aviat possible (tant punt arribi al seu poder).